# گمینا مارکوشوو
گمینا مارکوشوو (به لهستانی:  Gmina Markuszów) یک گمینا در لهستان است که در شهرستان پوواو واقع شده‌است. گمینا مارکوشوو ۴۰٫۳۹ کیلومتر مربع مساحت و ۳٬۰۰۵ نفر جمعیت دارد.

## جمعیت شناسی
اطلاعات جمعیت تا 31 دسامبر 2011:
|     | ساکنان | درصد  | تراکم/کیلومترمربع |
| --- | ------ | ----- | ----------------- |
| مرد | 1,478  | 49.2% | 36.6              |
| زن  | 1,527  | 50.8% | 37.8              |
| کل  | 3,005  | 100%  | 74.4              |

## همسایگی
گمینا مارکوشوو با گمینا ناونچوو,گمینا ابراموو,گمینا گاربوو,گمینا کوروو هم مرز است.